# Craterellus
Craterellus é um género de fungos geralmente comestíveis semelhantes aos muito aparentados cantarelos, tendo algumas espécies antes incluídas nestes últimos sido recentemente reclassificadas neste género. Distinguem-se pela ausência de lâminas na face interior do chapéu.
C. cornucopioides, ou trombeta-negra, de cor escura, quase preta de aspecto pouco apelativo, mas bastante saboroso.
C. tubaeformis, em forma de trombeta mas de cor amarelo-acastanhada.
C. lutescens, semelhante a C. tubaeformis mas de cor mais viva.
Todas estas espécies são colhidas comercialmente e, ao contrário de Cantharellus, podem ser facilmente conservadas por secagem.

## Espécies
| Craterellus | \| \| Craterellus cornucopioides \| \| \| \| \| \| Craterellus aureus \| \| \| \| \| \| Craterellus verrucosus \| \| \| \| \| \| Craterellus peckii \| \| \| \| \| \| Craterellus tubaeformis \| \| \| \| |
|             | \| \| Craterellus cornucopioides \| \| \| \| \| \| Craterellus aureus \| \| \| \| \| \| Craterellus verrucosus \| \| \| \| \| \| Craterellus peckii \| \| \| \| \| \| Craterellus tubaeformis \| \| \| \| |
|             | Cantharellus |
|             | |
|             | Pseudocraterellus |
|             | |
|             | Pterygellus |
|             | |
|             | Parastereopsis |
|             | |
|             | Goossensia |
|             | |
|             | Craterellus cornucopioides |
|             | |
|             | Craterellus aureus |
|             | |
|             | Craterellus verrucosus |
|             | |
|             | Craterellus peckii |
|             | |
|             | Craterellus tubaeformis |
|             | |

|  | Craterellus cornucopioides |
|  |                            |
|  | Craterellus aureus         |
|  |                            |
|  | Craterellus verrucosus     |
|  |                            |
|  | Craterellus peckii         |
|  |                            |
|  | Craterellus tubaeformis    |
|  |                            |

- Este artigo foi inicialmente traduzido, total ou parcialmente, do artigo da Wikipédia em inglês cujo título é «Craterellus», especificamente desta versão.